# Lille sjö (Perstorps socken, Skåne)
Lille sjö är en sjö i Perstorps kommun i Skåne och ingår i Rönne ås huvudavrinningsområde. Sjön har en area på 0,195 kvadratkilometer och ligger 92 meter över havet.

## Delavrinningsområde
Lille sjö ingår i det delavrinningsområde (622179-134234) som SMHI kallar för Utloppet av Västra Sorrödssjön. Medelhöjden är 89 meter över havet och ytan är 61,82 kvadratkilometer. Räknas de 4 avrinningsområdena uppströms in blir den ackumulerade arean 71,87 kvadratkilometer. Ybbarpsån som avvattnar avrinningsområdet har biflödesordning 2, vilket innebär att vattnet flödar genom totalt 2 vattendrag innan det når havet efter 52 kilometer. Avrinningsområdet består mestadels av skog (64 procent) och jordbruk (14 procent). Avrinningsområdet har 2,48 kvadratkilometer vattenytor vilket ger det en sjöprocent på 4 procent. Bebyggelsen i området täcker en yta av 2,62 kvadratkilometer eller 4 procent av avrinningsområdet.